# Johannes Jakob Böhm
Johannes Jakob Böhm (* 9. Februar 1760 in Bucks County; † 1834 in Washington County, Kentucky), der sich später Jacob Beam nannte, war ein amerikanischer Landwirt, Müller und Gründer der Jim-Beam-Brennerei.

## Leben
Böhms Eltern Nicolaus und Margaretha waren am 23. Oktober 1752 über Philadelphia in Nordamerika eingewandert. Johannes Jakob war das vierte von fünf Kindern. Im Alter von 18 Jahren zog er von Pennsylvania nach Maryland und ließ sich dort als Bauer nieder. Der Überlieferung nach stellte er im Jahre 1788 aus überschüssigem Getreide seines Hofes seinen ersten Whiskey her.
1790 zog er weiter nach Kentucky und ließ sich dort 1792 endgültig nieder. Er baute eine wassergetriebene Mühle. Als Lohn für seine Arbeit erhielt er von den anderen Bauern einen Teil ihrer Ernte. Das überschüssige Korn, das er so erhalten hatte, verarbeitete er zu Whiskey.
1795 verkaufte er sein erstes Fass Whiskey unter dem Markennamen Old Jake Beam.
Die Brennerei wurde sein Hauptberuf und er leitete sie, bis sein Sohn David Beam 1820 den Betrieb übernahm.